# Marta Bohn-Meyer

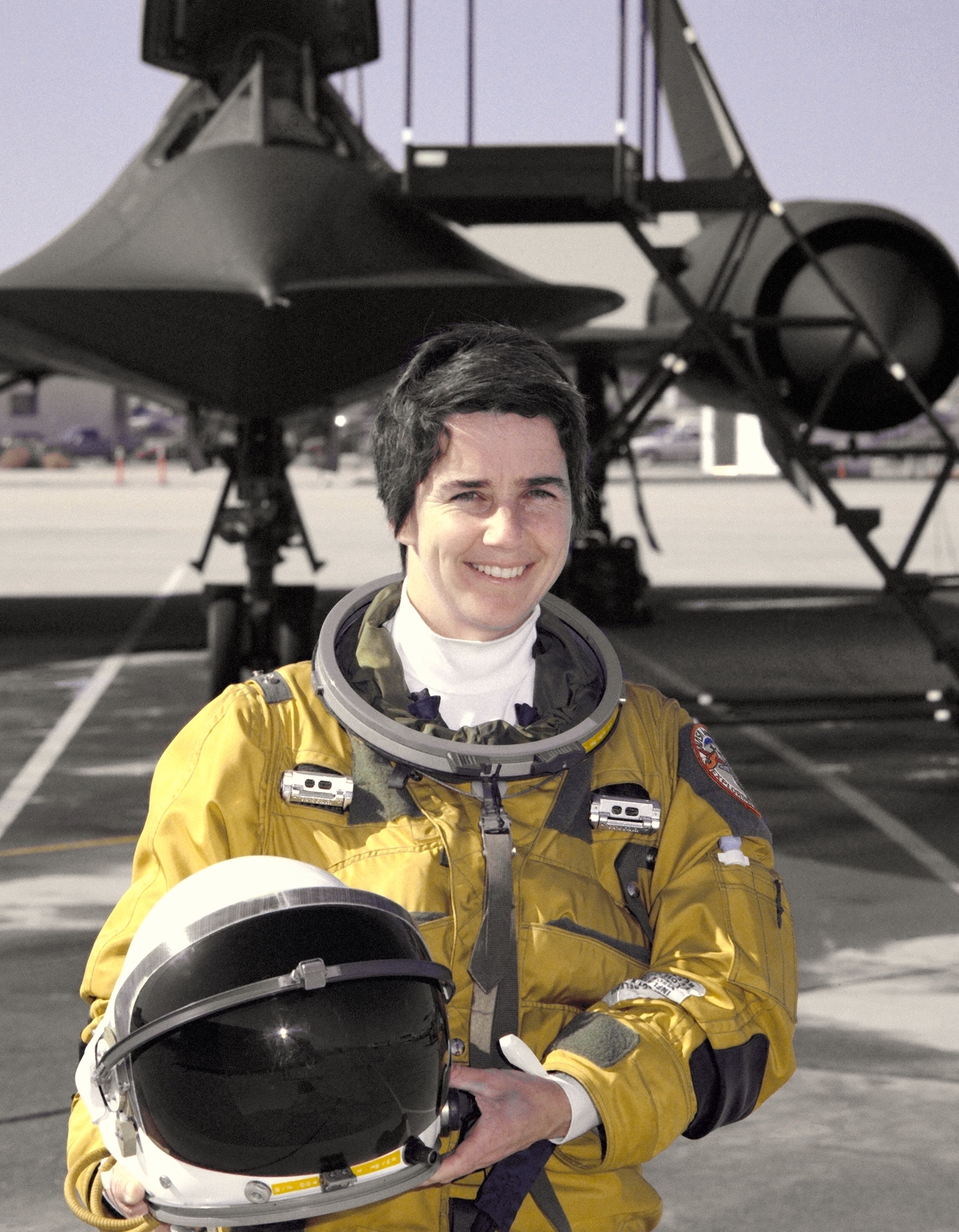
Marta Bohn-Meyer vor einer SR-71 "Blackbird" (1992)

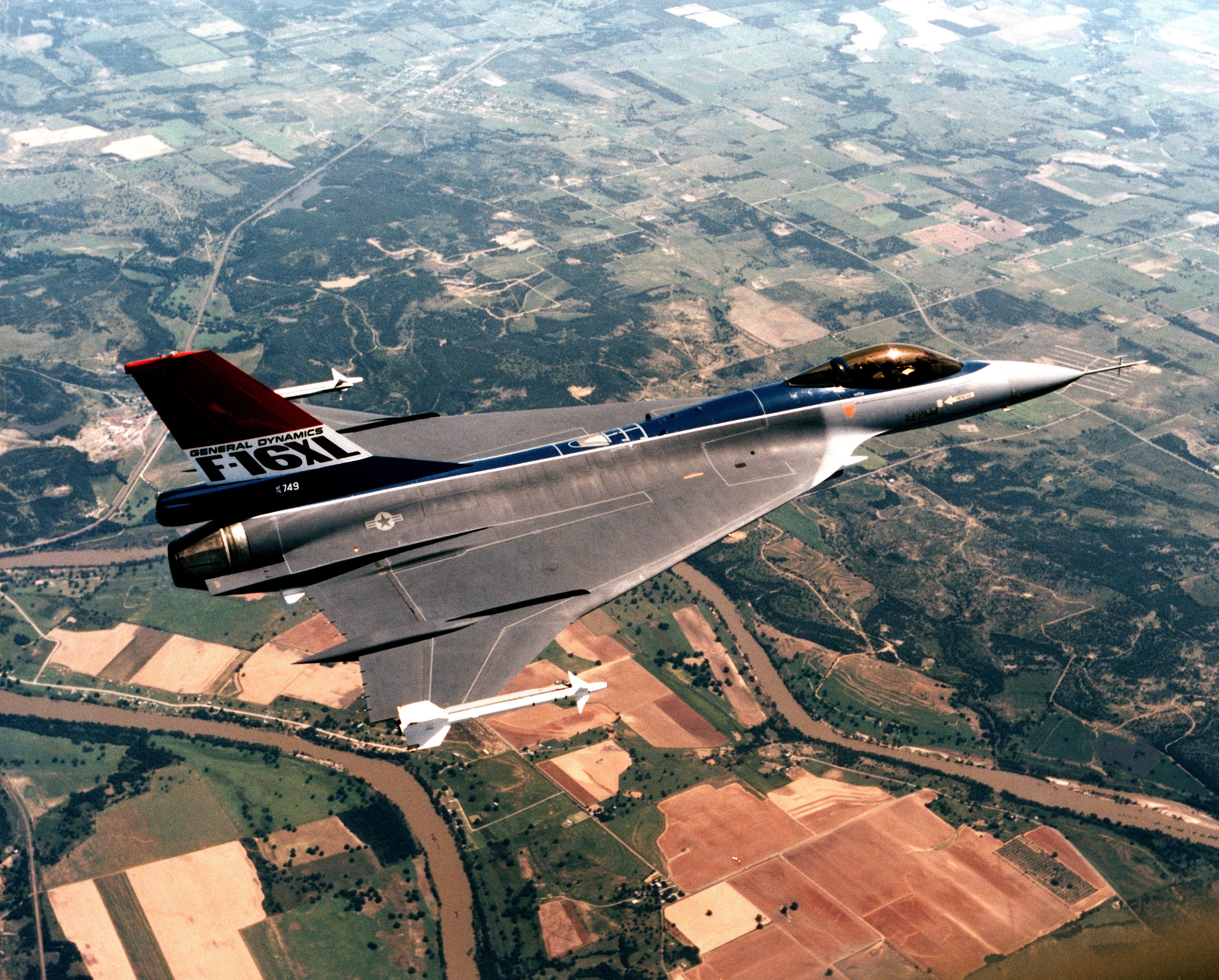
General Dynamics F-16XL

Marta Bohn-Meyer (* 18. August 1957; † 18. September 2005 in Yukon, Oklahoma) war eine amerikanische Ingenieurin und Testpilotin.

## Leben
Marta Bohn-Meyer war als Entwicklungsingenieurin und Pilotin beim Neil A. Armstrong Flight Research Center beschäftigt und an einer Vielzahl von Forschungsprojekten bei der NASA beteiligt. Als Projektmanagerin und Chefingenieur war sie für das Flügel-Design der General Dynamics F-16XL Flugzeuge verantwortlich. Sie war auch die erste Frau, die Testflüge mit dem Mach-3-schnellen und sehr hoch fliegenden Aufklärungsflugzeug Lockheed SR-71 Blackbird durchführte.
Bohn-Meyer war Mitglied des United States Unlimited Aerobatic Team und bis zu ihrem Tode Team-Managerin. Sie starb bei einem Übungsflug zur US Aerobatic Championships 2005. Das von ihr geflogene Giles 300-Kunstflugzeug stürzte in Oklahoma in der Nähe des Clarence E. Page Municipal Airport (ICAO-Codes: KRCE) ab. Als Ursache des Absturzes wurde ein technisches Versagen der Haubenverriegelung vom National Transportation Safety Board genannt, wobei die Haube sich im Steigflug löste, die Pilotin das Bewusstsein verlor und folglich nicht mehr in der Lage war, die Maschine zu steuern. Sie hatte zu diesem Zeitpunkt rund 6700 Flugstunden in ihrem Flugbuch verzeichnet.
Sie war mit Robert R. Meyer Jr. verheiratet, einem Projektmanager und Flugtestingenieur im NASA Dryden Flight Research Center in Edwards, Kalifornien.

## Auszeichnungen
Bohn-Meyer erhielt drei Auszeichnungen:
- 1992: Arthur C. Fleming Award
- 1996: NASA Exceptional Service Medal
- 1998: Aerospace Educator Award